# Bundesarbeitskreis Arbeit und Leben
Arbeit und Leben ist eine Einrichtung der Politischen Jugend- und Erwachsenenbildung. Sie wird getragen vom Deutschen Gewerkschaftsbund (DGB) und dem Deutschen Volkshochschul-Verband (DVV). Die Arbeitsschwerpunkte liegen in der politischen und sozialen Bildungsarbeit.
Mit Landesorganisationen in den Bundesländern und über 120 lokalen und regionalen Einrichtungen ist Arbeit und Leben bundesweit vertreten.
Der Bundesarbeitskreis Arbeit und Leben e. V. ist der Dachverband der verschiedenen Arbeit und Leben Einrichtungen in den Ländern und Kommunen. Er nimmt die weiterbildungspolitischen Interessen von Arbeit und Leben auf der Bundesebene wahr, ist im Interesse seiner Mitglieder förderungspolitisch tätig und gibt fachliche Impulse durch bundesweite Projekte. Der Bundesarbeitskreis hat seinen Sitz in Wuppertal.

## Geschichte
Die Arbeitsgemeinschaft Arbeit und Leben wurde nach 1945 als Kooperation des Deutschen Gewerkschaftsbundes und der Volkshochschulen gegründet. Gründungsidee war es, mit einer auf die Arbeitnehmenden bezogenen Weiterbildung deren Stellung in Gesellschaft und Beruf zu verbessern und den demokratischen Neubeginn zu unterstützen.
Durch politische Bildungsarbeit mit Arbeitnehmenden, Auszubildenden und Arbeitssuchenden sollte dazu beigetragen werden, dass Mitverantwortung und Mitbestimmung in der Gesellschaft wahrgenommen werden. Ziel war es, dass sich die Arbeit und das Leben der Menschen nach den Prämissen von sozialer Gerechtigkeit, Chancengleichheit und Solidarität entwickelten. Darüber hinaus sollte die Kluft zwischen klassenspezifischer Arbeiterbildung und bürgerlicher Volksbildung gemindert werden.
Die erste Gründungsphase von Arbeit und Leben Organisationen vollzog sich von 1948 bis 1961. Nicht alle Besatzungsmächte erkannten gleichzeitig an, dass demokratische Einstellungen und Verhaltensweisen insbesondere auch durch Bildung beförderbar sind.
Eine weitere Gründungsphase erfolgte nach der deutsch-deutschen Vereinigung. Somit bestehen seit 1990 in allen neuen Bundesländern Landesarbeitsgemeinschaften von Arbeit und Leben.
Der Bundesarbeitskreis Arbeit und Leben e. V. wurde 1956 als Dachorganisation gegründet.

## Leitbild
Arbeit und Leben schafft mit Bildungsangeboten Möglichkeiten, Menschen Wissen zu vermitteln, Urteilsbildung zu fördern und zur gesellschaftlichen Mitwirkung anzuregen.
Die Organisationen von Arbeit und Leben begleiten und organisieren Lernprozesse in Workshops, Seminaren, internationalen Begegnungen, lokalen Initiativen und mehrjährigen Projekten.
Arbeit und Leben hat das Ziel, dass sich die Arbeit und das Leben der Menschen nach den Prämissen von sozialer Gerechtigkeit, Chancengleichheit und Solidarität mit dem Ziel einer demokratischen Kultur der Partizipation entwickeln.
Die Angebote der Politischen Bildung von Arbeit und Leben stehen grundsätzlich allen offen. Sie richten sich an:
- Erwachsene und Jugendliche
- Arbeitnehmende
- Auszubildende und junge Beschäftigte
- Menschen mit Migrationsgeschichte und geflüchtete Menschen
- Betriebs- und Personalräte[4]

## Landesarbeitsgemeinschaften Arbeit und Leben
Es gibt 14 Landesarbeitsgemeinschaften in den Bundesländern:
- Arbeit und Leben in Bayern gGmbH
- Arbeit und Leben Berlin-Brandenburg DGB/VHS e. V.
- Arbeit und Leben Bremen e. V.
- Arbeit und Leben DGB/VHS Hamburg e. V.
- Arbeit und Leben Hessen
- Arbeit und Leben DGB/VHS Landesarbeitsgemeinschaft Mecklenburg-Vorpommern e. V.
- Bildungsvereinigung Arbeit und Leben Niedersachsen e. V.
- Arbeit und Leben DGB/VHS Nordrhein-Westfalen e. V.
- Arbeit & Leben gGmbH Rheinland-Pfalz
- Bildungswerk Saarland Arbeit und Leben e. V.
- Arbeit und Leben Sachsen e. V.
- Arbeit und Leben Sachsen-Anhalt e. V.
- Arbeit und Leben Schleswig-Holstein e. V.
- Arbeit und Leben Thüringen e. V.

## Programme und Projekte
Arbeit und Leben führt Projekte und Programme zu verschiedenen Weiterbildungsthemen durch. Sie sind ein fester Bestandteil der Arbeit: national und international. Durch vielfältige Schwerpunkte und Themen werden aktuelle und grundlegende Ideen aufgegriffen und umgesetzt. Gemeinsam mit den Landesarbeitsgemeinschaften können so relevante gesellschaftliche Themen bearbeitet werden.